# Metaplectrus lucia
Metaplectrus lucia är en stekelart som först beskrevs av Girault 1929.  Metaplectrus lucia ingår i släktet Metaplectrus och familjen finglanssteklar. Inga underarter finns listade i Catalogue of Life.